# Parafia Podwyższenia Krzyża Świętego w Zwoleniu
Parafia Podwyższenia Krzyża Świętego w Zwoleniu – jedna z 11 parafii rzymskokatolickich dekanatu zwoleńskiego, diecezji radomskiej.

## Historia
Pierwotny kościół drewniany pw. Podwyższenia Krzyża Świętego i św. Katarzyny, z fundacji Jana Cielątko mógł powstać pod koniec XIV w. Parafię erygowano około 1425 roku. Po spaleniu kościoła w 1559 wzniesiono nowy w latach 1564–1595. Tak zwana Kaplica Kochanowskich, fundacji Adama Kochanowskiego, była dobudowana około 1610 i konsekrowana przez bp. Waleriana Lubienieckiego. Dwie nawy zaś i wieża zostały dobudowane w latach 1927–1929, według projektu arch. Gawlika z Krakowa, staraniem ks. Tomasza Jachimowicza i ks. Wincentego Wojtaśkiewicza. Konsekracja kościoła miała miejsce 20 maja 1934. Kościół był zniszczony znacznie podczas pożaru w 1979, a następnie był odnawiany w latach 1979–1983 staraniem ks. Franciszka Gronkowskiego. Kościół jest budowlą orientowaną, wzniesioną z czerwonej cegły. W 1984 odbył się w 400-lecie śmierci Jana Kochanowskiego uroczysty powtórny pogrzeb poety pod przewodnictwem kard. Franciszka Macharskiego.

## Zasięg parafii
Do parafii należą wierni z miejscowości: Annów, Atalin, Jedlanka, Karczówka, Helenówka, Mierziączka, Ostrowy, Niwki, Paciorkowa Wola Nowa, Paciorkowa Wola Stara, Stefanów, Podzagajnik, Strykowice Górne, Strykowice Błotne, Strykowice Podleśne, Zielonka Nowa, Zielonka Stara, Zwoleń – ulice: Aleja Pokoju, Aleja Jana Pawła II, Batalionów Chłopskich, Bogusza, Chopina, Jagiełły, Kilińskiego, Kochanowskiego, Plac Kochanowskiego, Kopernika, Kościelna, Kościuszki, Krakowska, 11 Listopada, Lubelska, 3 Maja, Mickiewicza, Niecała, Packa, Parkowa, Perzyny, Podłączna, Puławska, Reja, Różana, Sienkiewicza, Sikorskiego, Skłodowskiej, Sportowa, Słowackiego, Staropuławska, Św. Anny, Św. Jana, Targowa, Traugutta, Wiślana, Wojska Polskiego, Wyszyńskiego, Żeromskiego.

## Grupy parafialne
W parafii działają grupy parafialne: LSO, KŻR, AK, RRN, ZHR oraz Oaza.

## Proboszczowie
- 1937–1963 – ks. Wacław Wodecki
- 1963–1986 – ks. Daniel Pacek
- 1986–1995 – ks. kan. Franciszek Gronkowski
- 1995–2005 – ks. kan. Kazimierz Szary
- 2005–2022 – ks. kan. Bernard Kasprzycki
- od 2022 – ks. kan. dr Piotr Walkiewicz

## Położenie na szlakach turystycznych
Kościół znajduje się na pętli południowej szlaku Perły Mazowsza wytyczonego przez Lokalną Organizację Turystyczną Skarbiec Mazowiecki.
W pobliżu kościoła przebiega szlak rowerowy R–35n (Świerże/prom – Zwoleń)